# Melvin Ely
Melvin Anderson Ely (Harvey, 2 maggio 1978) è un ex cestista e allenatore di pallacanestro statunitense.

## Carriera
È stato selezionato dai Los Angeles Clippers al primo giro del Draft NBA 2002 (12ª scelta assoluta).
Con gli Stati Uniti ha disputato le Universiadi di Pechino 2001.

## Statistiche

### College
| Anno      | Squadra             | PG  | PT | MP   | TC%  | 3P%  | TL%  | RP  | AP  | PRP | SP  | PP   |
| --------- | ------------------- | --- | -- | ---- | ---- | ---- | ---- | --- | --- | --- | --- | ---- |
| 1998-1999 | Fresno St. Bulldogs | 32  | -  | 30,9 | 56,2 | 50,0 | 43,2 | 6,5 | 0,5 | 0,8 | 2,8 | 11,2 |
| 1999-2000 | Fresno St. Bulldogs | 31  | 31 | 33,4 | 60,6 | -    | 66,2 | 7,0 | 0,9 | 0,7 | 3,0 | 13,3 |
| 2000-2001 | Fresno St. Bulldogs | 33  | 33 | 30,6 | 58,3 | -    | 67,1 | 7,5 | 1,4 | 0,9 | 2,7 | 16,0 |
| 2001-2002 | Fresno St. Bulldogs | 28  | 28 | 35,7 | 56,3 | 0,0  | 73,5 | 9,1 | 1,8 | 0,7 | 3,1 | 23,3 |
| Carriera  | Carriera            | 124 | 92 | 32,5 | 57,7 | 33,3 | 64,8 | 7,5 | 1,1 | 0,8 | 2,9 | 15,7 |

### NBA

#### Regular Season
| Anno       | Squadra           | PG  | PT | MP   | TC%  | 3P% | TL%  | RP  | AP  | PRP | SP  | PP  |
| ---------- | ----------------- | --- | -- | ---- | ---- | --- | ---- | --- | --- | --- | --- | --- |
| 2002-2003  | L.A. Clippers     | 52  | 7  | 15,4 | 49,5 | -   | 70,3 | 3,3 | 0,3 | 0,2 | 0,6 | 4,5 |
| 2003-2004  | L.A. Clippers     | 42  | 2  | 12,1 | 43,1 | 0,0 | 59,5 | 2,4 | 0,5 | 0,2 | 0,4 | 3,7 |
| 2004-2005  | Charlotte Bobcats | 79  | 17 | 20,9 | 43,2 | -   | 57,5 | 4,1 | 1,0 | 0,4 | 0,9 | 7,3 |
| 2005-2006  | Charlotte Bobcats | 57  | 22 | 23,6 | 50,8 | 0,0 | 66,7 | 4,9 | 1,3 | 0,5 | 0,8 | 9,8 |
| 2006-2007† | Charlotte Bobcats | 24  | 0  | 10,2 | 38,3 | -   | 68,6 | 1,6 | 0,6 | 0,1 | 0,3 | 2,9 |
| 2006-2007† | San Antonio Spurs | 6   | 0  | 10,8 | 30,0 | -   | 58,3 | 2,3 | 0,7 | 0,7 | 0,3 | 3,2 |
| 2007-2008  | N.O. Hornets      | 52  | 1  | 11,9 | 47,2 | -   | 55,2 | 2,8 | 0,4 | 0,1 | 0,3 | 3,9 |
| 2008-2009  | N.O. Hornets      | 31  | 4  | 12,0 | 38,9 | -   | 63,9 | 2,1 | 0,6 | 0,1 | 0,3 | 3,1 |
| 2010-2011  | Denver Nuggets    | 30  | 2  | 12,2 | 54,9 | -   | 61,9 | 2,5 | 0,5 | 0,1 | 0,4 | 2,3 |
| 2013-2014  | N.O. Pelicans     | 2   | 0  | 13,5 | 50,0 | -   | -    | 0,5 | 0,0 | 0,0 | 0,5 | 3,0 |
| Carriera   | Carriera          | 375 | 55 | 16,0 | 46,0 | 0,0 | 62,5 | 3,2 | 0,7 | 0,3 | 0,6 | 5,3 |

#### Playoffs
| Anno     | Squadra      | PG | PT | MP  | TC%  | 3P% | TL%  | RP  | AP  | PRP | SP  | PP  |
| -------- | ------------ | -- | -- | --- | ---- | --- | ---- | --- | --- | --- | --- | --- |
| 2008     | N.O. Hornets | 7  | 0  | 8,4 | 26,7 | -   | 70,0 | 1,6 | 0,1 | 0,0 | 0,0 | 2,1 |
| Carriera | Carriera     | 7  | 0  | 8,4 | 26,7 | -   | 70,0 | 1,6 | 0,1 | 0,0 | 0,0 | 2,1 |

## Palmarès
- McDonald's All-American Game (1997)
- Campionato NBA: 1

San Antonio Spurs: 2007